# Invernadero (España)
Invernadero (llamado oficialmente O Invernadeiro) es un caserío actualmente despoblado, situado en la parroquia de Pradoalvar, del municipio español de Villarino de Conso, en la provincia de Orense, Galicia. 